# 布利斯托瓦 (梅納區)
51°25′2″N 31°55′9″E / 51.41722°N 31.91917°E
布利斯托瓦（烏克蘭語：Блистова），是烏克蘭北部的村莊，隸屬切爾尼希夫州的科留基夫卡區。該村始建於1161年，面積4.04平方公里，海拔高度118米，2001年人口1,150，人口密度每平方公里284.65人。